# Allan Heinberg
Allan Heinberg, né le 29 août 1967, est un scénariste américain, qui scénarise actuellement Young Avengers pour Marvel Comics, et a été scénariste et producteur de La Vie à cinq (Party of Five), Sex and the City, Gilmore Girls, ainsi que coproducteur exécutif de la série de la Fox Newport Beach (The O.C.). Il est réputé pour les références aux comics dans The O.C..

## Biographie
Allan Heinberg a grandi à Tulsa (Oklahoma) dans une famille juive ; il a fait des études à Yale, où il a découvert son homosexualité en première année.

## Carrière
Le penchant de Heinberg pour les comics est considéré comme la raison des références constantes à cette industrie dans Newport Beach (The O.C.). Les fans considèrent que la série contribue à donner une image positive des comics, puisque l'un des personnages principaux, Seth Cohen, est obsédé par les comics. Heinberg a aussi nommé un personnage d'après le scénariste Brian Michael Bendis, et en a fait le préféré de Seth dans la série. Heinberg est communément crédité comme cocréateur de la série avec Josh Schwartz. Heinberg aida à créer le riche casting de personnages très populaires d'Orange County, ainsi qu'à enrichir la narration de la série.
La série de Heinberg Young Avengers était d'abord envisagée comme un concept détourné, beaucoup de fans des Avengers pensant que cela serait un dérivé de la série principale des Avengers et du concept des Teen Titans de DC. Malgré cela, les premiers épisodes ont été largement appréciés par la critique et les fans.
Heinberg a récemment finit sa dernière saison de The OC, et dans un article de Wizard Magazine, il dit qu'écrire des comics était une des ambitions qu'il avait toujours rêvé d'accomplir. Heinberg a déclaré que Young Avengers serait sa seule série continue mensuelle, dirigeant ses énergies pour le reste sur de courts arcs auto-suffisants ou des mini-séries.
Ainsi, il va entamer un arc de 5 épisodes  de la Ligue de justice d'Amérique pour DC Comics à partir de l'épisode 115 avec le scénariste Geoff Johns et le dessinateur Chris Batista. Cela va coïncider avec la grand évènement de DC, Infinite Crisis.
Heinberg partage le même atelier d'écriture que ses camarades scénaristes Jeph Loeb et Geoff Johns.

## Prix
- 2006 : Prix Harvey de la meilleure nouvelle série pour Young Avengers (avec Jim Cheung et Andrea De Vitio)